# Valentino Mazzola
Valentino Mazzola (Cassano d’Adda, 1919. január 26. – Superga, 1949. május 4.) olasz válogatott labdarúgó, a Venezia és a Torino játékosa. Sokan a labdarúgás történetének egyik legjobb tízes posztján szereplő játékosának tartják, mások szerint a valaha volt legnagyobb olasz labdarúgó.
Karrierje nagy részében a Torino FC Grande Torino elnevezésű generációjának tagja, melynek később csapatkapitánya is volt, ezt a csapatot tartják a negyvenes évek legerősebb csapatának a világon. A Grande Torino, többek között Mazzolával a csapatban, egymás után ötször nyert bajnokságot, ezt rajtuk kívül csak a Juventus és az Internazionale tudta megismételni, előbbi egy bő évtizeddel korábban, utóbbi közel hatvan évvel később.
A válogatottban nem sokat szerepelt, rövid élete miatt mindössze tizenkét mérkőzés adatott neki, ezeken négy gólt szerzett. Teljes pályafutása során balösszekötőként játszott, karrierje utolsó éveiben Európa egyik legjobb játékosaként tartották számon.
Harmincévesen, a teljes Grande Torino életét követelő Superga-tragédiában vesztette életét. Fiai, Sandro és Ferruccio ugyancsak labdarúgók lettek.

## Élete, családja
Cassano d’Adda városában született, a Ricetto negyedben. Családja átlagos húszas évekbeli olasz család: apja, Alessandro a torinói ATM cégnél volt munkás, 1940-ben egy balesetben halt meg, elütötte egy teherautó. Anyja, Leonina Ratti, négy fiútestvére pedig Piero, Silvio, Carlo és Stefano. 1929-ben a nagy gazdasági világválság őket sem kímélte, az apát elküldték munkahelyéről, így a fiatal Valentinónak is dolgoznia kellett, hogy segítse családját. Előbb egy péknél, majd a Cassano d’Adda-i szövőgyárban inaskodott.
1929-ben, tízéves korában találkozott először egyik későbbi nagy ellenfelével, a nála négy évvel fiatalabb Andrea Bonomival, akit az Adda folyó vizéből mentett ki. Bonomi később az AC Milan legendás játékosa és csapatkapitánya lett. A Juventus-drukker Mazzola a „Tulen” becenevet kapta, ez a piemonti megfelelője az olasz „tola” szónak, amelyhez magyarul a „bádogdoboz” jelentés áll a legközelebb. Ezt a némileg fura becenevet akkor kapta, amikor a szövőüzemben dolgozott, és folyton bádogdobozokat rugdosott, gyakran a teljes útvonalon otthona és a gyár között. Amikor a település egyik csapatában, a Tresoldiban (Három garas) játszott, játéktudására felfigyelt az Alfa Romeo aresei gyárának egyik helyi munkatársa, akinek révén játszhatott a cég csapatában, ezzel együtt autószerelői állást is kapott az Alfánál.
1939-ben a királyi haditengerészetnél szolgált néhány hónapig a Confienza nevű torpedórombolón, így életének ez a szakasza Velencéhez és annak kikötőjéhez kötötte. Itt végezte el az általános iskolát, esti tagozaton.
Ismerősei szerint Mazzola visszafogott, szűkszavú ember volt. 1942. március 15-én nősült meg először, Emilia Ranaldit vette el. Tőle két gyermeke született, később mindkettejükből – apjukhoz hasonlóan – labdarúgó lett: Sandro 1942-ben és Ferruccio három évvel később. Sandro futott be nagyobb karriert, az Interben és a válogatottban is számos hazai és nemzetközi sikert ért el, míg Ferruccio – aki a Torino elnöke, Ferruccio Novo után kapta a nevét – inkább kisebb csapatokban játszott. Fennmaradt adatok szerint Mazzola lakhelye a Torricelli utca 66. alatti kis lakás volt. A második világháborúban közvetlenül nem vett részt, a hátországban dolgozott a Lingotto és a FIAT munkásaként. Annak ellenére, hogy elismert labdarúgóként rendkívül jól keresett, a korszakban nem meglepő módon, kortársaihoz hasonlóan mással is foglalkozott, vagyis tulajdonképpen nem volt a szó szoros értelmében profi, avagy hivatásos labdarúgó. A sport melletti kevés szabadidejében sportszerüzletet működtetett, többek között saját készítésű termékekkel is.
Mazzola saját magát is magányosként, visszafogottként jellemezte. Életében a futball volt a legfontosabb, ez életvitelén is látszott, ugyanis a sportot minden más fölé helyezte, akár a társadalmi élete kárára is. Maximális szórakozása néhány tekemérkőzés volt, ezen kívül már szinte túlzó módon a labdarúgás volt az előtérben minden előtt. Élete percre pontosan meg volt szervezve, végül ez a túlzott fegyelem vezetett a válásához első feleségétől. A válást 1946 őszén mondták ki, második feleségét, az akkor mindössze 19 éves Giuseppina Cutronét 1949. április 20-án, Bécsben vette el. 1949. május 4-én, a Superga-tragédiában vesztette életét, amikor a csapat Portugáliába tartó repülőgépe a rossz időjárási körülmények miatt a Superga-dóm tornyának csapódott. A fedélzeten tartózkodó összes ember meghalt. Saját halálát rendkívüli módon megérezte, ugyanis úgy vélte, hogy vagy háború, vagy szerencsétlenség miatt fog meghalni. További érdekes egybeesés, hogy nagyon félt a repüléstől, és végül ez okozta a halálát.

### A házasságaival kapcsolatos kétes ügyek
Válását első feleségével egy romániai bíróság mondta ki, mivel Olaszországban akkoriban a válás még nem volt engedélyezett. A válás hivatalos indoka a nő által elkövetett több erőszakos cselekmény volt, vagyis hogy verte a férjét. A válást végül a Cassano d’Adda-i városházán véglegesítették. Mazzola ezt követően már 1948 februárjában megpróbált összeházasodni Giuseppina Cutronéval. Ezt a tervét az első felesége megtámadta, és kérte a romániai ítélet érvénytelenítését. A hosszas huzavona végén mintegy ötmillió lírát volt kénytelen fizetni, részben a milánói, részben a torinói bíróságnak, mivel előbbi a romániai rendelet érvénytelenítésére, utóbbi pedig a második házasság elfogadására hajlott.
Immár hivatalosan is egyedülállóként, a torinói városházán próbálta elérni, hogy végre feleségül vehesse Cutronét. Ezt elsőre az állam képviselője megvétózta, Ranaldi kérésére. Ezt követően a másodfokú bírósághoz fordult, ahol ismét neki adtak igazat, ám ezzel egy időben egy másik milánói bíróság újfent érvénytelennek nyilvánította a román rendelkezést, vagyis Mazzola családi állapota szerintük még mindig házas volt. Az ügy hivatalosan csak márciusban zárult le, ekkor nősülhetett meg másodszor.
A botrány véglegesen 1949. július 22-én, vagyis nyolcvankilenc nappal Mazzola halála után zárult le, ekkor mondta ki a goriai bíróság, hogy Mazzolának volt igaza korábbi feleségével szemben. Házasságát Giuseppina Cutronéval visszamenőleg április huszadikával regisztrálták.

### További botrányok
Emilia Ranalditól való válása után mindketten szerették volna megkapni a két gyermek felett a felügyeleti jogot. Ezzel szemben mindkettejükhöz egy-egy gyerek került a válás után: Mazzolával maradt a nagyobbik fiú, Sandro, míg Ranaldihoz Ferruccio került. Sandro felett, apja halála után, mindkét nő szerette volna megkapni a felügyeleti jogot, azonban néhány napig a család régi ismerőséhez, Bruno Gandinihez, egy Borgo San Martinó-i gyártulajdonoshoz került. Amikor Ranaldi Torinóba ment, hogy magával vigye Sandro Mazzolát, elhunyt férje kérésére a második feleség, Cutrone elrejtette a fiút. Ranaldi néhány nap múlva egy milánói ügyvéd és egy csendőr segítségével kiderítette a fiú tartózkodási helyét, és magával vitte Cassano d’Adda-i lakhelyére.
Még Mazzola holtteste is vita tárgyát képezte a két nő között. Ranaldi, valamint Silvio, Mazzola testvére és a távolabbi rokonok azt szerették volna, hogy a temetés Cassano d’Addában legyen, míg a másik három testvér, Cutrone és Mazzola anyja Torinóban temették volna el. A kérdést végül Mazzola édesanyja döntötte el, aki elmondta, hogy fiától azt az utasítást kapta, hogy esetleges halála után Torinóban legyen a temetés.
A huszonkétmillió líra értékű örökség háromfelé oszlott: egyharmadát a második feleség, Giuseppina Cutrone kapta, míg a maradék kétharmad a két fiú, Sandro és Ferruccio birtokába került.

## Játékstílusa, fizikai adottságai
Kortársai elmondása szerint Mazzola a pályán igazi vezéregyéniség volt, erős felépítéssel, mégis átlagon felüli sebességgel, így ha a helyzet úgy hozta, gyorsaságát kamatoztatta, más szituációkban pedig állóképességét; egyszerre rendelkezett egy sprinter gyorsaságával és egy hosszútávfutó kitartásával. A legendás edző, Enzo Bearzot fizikai tulajdonságai miatt a korszak egyik legnagyobb sztárjához, Alfredo Di Stéfanóhoz hasonlította, csekélyebb játékintelligenciával. Azok szerint, akik látták őt játszani, minden idők legkomplettebb olasz futballistája volt.

„Még idejében észrevettem Valentino elképesztő tehetségét. Sem előtte, sem utána nem volt még teljesebb játékos Olaszországban. ”

– Amadeo Amadei

Gyakorlatilag a pálya bármely pontján használható volt: számtalan alkalommal ő akadályozta meg pontos becsúszásaival az ellenfelet a gólszerzésben, lehetett rá számítani a támadásépítésben és az irányítói szerepkörben is, legtöbbször azonban ő maga volt a támadások utolsó embere. Pályafutását szélsőként fejezte be, leggyakrabban azonban balösszekötőként játszatták, de volt támadó középpályás, vagy ahogy akkoriban a magyar sportnyelv hívta, irányító és előretolt ék is. Alkalmanként feltűnt védőként és visszavont csatárként is, de volt olyan mérkőzés, amikor a kapuba is be kellett állnia. Megtörtént vele az is, hogy egy mérkőzésen számos poszton is feltűnt a 90 perc során. A meccset eredeti posztján, balösszekötőként kezdte, majd fedezetként játszott, aztán hátrakerült a védősorba, hogy végül a támadások befejezésében kelljen szerepet vállalnia.

„Még ma is, ha meg kell neveznem azt a játékost, aki a leghasznosabb volt csapata számára, nem Pelét, Di Stéfanót, Cruijffot, Platinit vagy Maradonát említem. Illetve őket is, de csak Mazzola után.”

– Giampiero Boniperti

Erős testfelépítésű lévén, nehezen lehetett elnyomni a test-test elleni csatákban. Ez az előnye főleg a rossz minőségű, adott esetben rendkívül mély talajon érvényesült, amikor a csapattársai és az ellenfelek is nehezen találták az extrém körülményekre a megoldást. A legkisebb helyeken is minden nehézség nélkül átjutott, köszönhetően váratlan megoldásainak. Legnagyobb erényeként a kétlábasságot és a kiváló lövőerőt tartották számon, aminek nagy hasznát vette a büntetők elvégzésekor. Sauro Tomà, a Superga-tragédia egyetlen túlélője szerint Mazzola lövéseinek különlegessége abban állt, hogy „képes volt teli rüszttel megrúgni a labdát”, miközben a Juventus akkori legnagyobb sztárjáról, Giampiero Bonipertiről úgy vélekedett, hogy „olyan jól rúg mindkét lábbal, hogy nem lehet eldönteni, hogy az ballal vagy jobbal történt”.
Igen nagy fantáziával bírt, jól cselezett. Alacsony termete ellenére is sokszor jött ki győztesen fejpárbajokból, köszönhetően bravúros emelkedésének.

## Karrierje

### A kezdetek
Annak ellenére, hogy már nagyon fiatalon munkát kellett vállalnia, nem adta fel a labdarúgást sem, bár eleinte csak a környék mezein tudott játszani. Itt fedezte fel őt a Cassano d’Adda-i csapat, a Tresoldi egyik tagja, és hívta őt a csapathoz játszani. 1934-ben került az ifjúsági csapatba, majd innen kezdte végigjárni a különböző korosztályos csapatokat. Később rövid ideig játszott a város egy másik negyedének a csapatában, a Fara d’Addában is, majd visszatért a Tresoldihoz. Eleinte fedezetként számítottak rá, bár már akkor feltűnt sokoldalúsága, már pályája kezdetén sok más poszton is játszott. Első felnőtt meccseit az 1935–36-os szezonban játszotta, majd a következő idényben már az első csapat tagja volt.
1938-ban már a harmadosztályban szereplő Alfa Romeo csapatának tagja volt. Ekkor környékezte meg először őt igazán nagy csapat: a Milan szerette volna szerződtetni. Sokáig hezitált egy esetleges váltással kapcsolatban, ám végül elmondása szerint a magasabb fizetés ellenére sem szerződött Milánóba, mert biztosabbnak érezte, hogy a futball mellett van egy fix munkahelye is.
Az Alfánál egyetlen szezont játszott, minden valószínűség szerint szélsőként, ám egyes forrásokban jobbösszekötőként szerepel. Mivel le kellett töltenie kötelező sorkatonai szolgálatát, egy, a csapat lehetőségeihez mérten rendkívül sikeres szezon után, a közönség egyik kedvenceként távoznia kellett a csapattól. A katonai szolgálat Velencébe szólította.

### Venezia

#### Az első szezon a Serie A-ban
Mazzolára a Venezia játékosmegfigyelői 1939-ben figyeltek fel, amikor a még katonai szolgálatát teljesítő játékos a katonacsapatban játszott. Itt annak ellenére nyújtott nagyon jó teljesítményt, hogy a beszámolók szerint a testsúlya kilencven kiló körül mozgott, vagyis több mint 10 kiló súlyfelesleg volt rajta. Némi vita után a hivatalos szervekkel, sikerült elintézni, hogy Mazzola próbajátékon vehessen részt a Veneziánál. Más források szerint az egyik Venezia-drukker főnöke volt, aki beajánlotta őt a csapathoz, látva a játékát és képességeit. A Giuseppe Girani edző vezette stábot már önmagában a játékával meggyőzte, ezen kívül azzal is mély benyomást tett rájuk, hogy ezt a teljesítményt mezítláb érte el. Ennek oka ugyanis az volt, hogy a mindig óvatos és körültekintő Mazzola a sportcipőjét nem vitte magával, nehogy túl hamar tönkremenjen. Néhány hónap után, miután az akkor a harmadosztályban szereplő tartalékcsapatnál jó teljesítményt nyújtott, 1940. január elsején ötvenezer líra ellenében szerződtették. Első mérkőzését az első osztályban 1940. március 31-én, az SS Lazio elleni 1:0-s vereség alkalmával játszotta, Francesco Pernigo helyére beállva. Innentől a hátralévő öt mérkőzés mindegyikén játszott, leggyakrabban középcsatárként. Egy gólt is szerzett, az utolsó előtti mérkőzésen, az AS Bari ellen, ami a Venezia számára a bennmaradást jelentette. Egyszer a kupában is betalált, a nyolcaddöntőben, a Modena ellen.

#### Az első Coppa Italia
1940 augusztusában Mazzola előszerződést írt alá a Bari csapatával. Bár a Venezia játékosaként kezdte meg az 1940–41-es szezont, egy ideig fennállt a lehetősége, hogy délre szerződik. Ezt végül a FIGC és a velencei tengerészgyalogság közösen akadályozta meg, így maradt a zöld-feketéknél.
Eleinte még csak kiegészítő emberként számítottak rá, ebben az időben a támadósor gyakorlatilag minden pozícióját végigjárta: jobbszélsőként feledhető teljesítményt nyújtott, azonban amikor először középcsatárként játszott, látványosan javulni kezdett a játéka, és rendszeresen be is tudott találni, ennek a javuló tendenciának esett áldozatul a Triestina, a Torino, az Atalanta és a Juventus is, utóbbinak pályafutása egyik legszebb gólját lőtte, két védőt is kicselezve. Már ekkor is megmutatkozott egyik legnagyobb negatív tulajdonsága: a mindenáron lőni akarás, adott esetben még helyzet nélkül is, amiből bár viszonylag sok gól született, a hibaszázalék is nagy volt.
Időközben a csapat élén is változás történt, az addigi vezetőedző Girani helyére Giovanni Battista Rebuffo került, aki korábban az ificsapat vezetőedzője volt. Rebuffo volt az, aki megtalálta Mazzola igazi helyét a pályán, ő vitte át a pálya bal oldalára, és ez egész pályafutását tekintve meghatározó döntés volt. Mazzola több sportlap szerint a szezon felfedezettje volt.

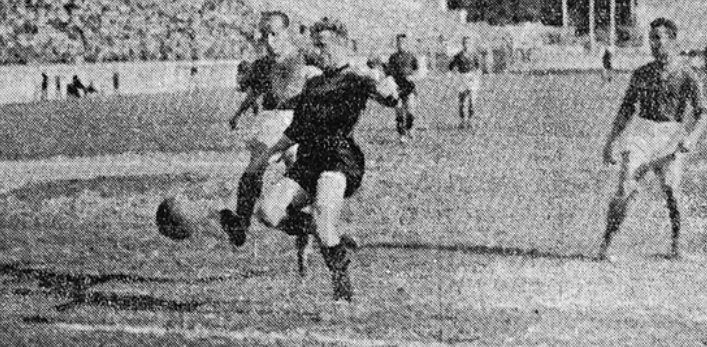
Róma, 1941. június 8., Roma–Venezia (3:3). Mazzola, nyomában Brunellával kapura lő, megszerezve a Venezia első gólját

Miután a bajnokságot csak a tizenkettedik helyen zárta, a Venezia a szezon befejeztével a kupa küzdelmeire koncentrált. Ez olyan jól sikerült, hogy a csapat május–június folyamán kiharcolta a döntőbe jutást, ahol az AS Roma volt az ellenfele. A döntőt kétmeccsesre tervezték, és Mazzola nyíltan kimondta, hogy az első összecsapást érzi fontosabbnak, azt veszi komolyabban. A június nyolcadikán, Rómában lejátszott első mérkőzésen hiába vezetett a hazai együttes már húsz perc után 3:0-ra, a Veneziának végül hatalmas bravúrt bemutatva sikerült egyenlítenie, az első gólt Mazzola szerezte. A 3:3-as első összecsapás után az egy héttel később megrendezett visszavágó 1:0-s hazai győzelemmel zárult, ez pedig elég volt a Veneziának a kupagyőzelemhez.
Az 1940–41-es idényt, harminchárom mérkőzésen játszva, kilenc góllal fejezte be, ebből hatot a bajnokságban, hármat a kupában jegyzett.

#### Az utolsó velencei szezon
Utolsó szezonjában a Veneziánál (amit egyébként az időszak egyik legjobb csapatának tartottak) több sérülés is hátráltatta. Még az ősz folyamán többször problémája akadt a bal lába különböző részeivel, főleg a bokájával, ezért többhetes kihagyásokra kényszerült. Érdekesség, hogy Mazzolát ekkor már többen is – fiatal kora ellenére – az ekkor már kétszeres világbajnok, nála kilenc évvel idősebb Giuseppe Meazzához hasonlították a teljesítményét.
A szezon nagy részében a Venezia vezette a bajnokságot, azonban az idény vége felé elszenvedett vereségek hatására végül meg kellett elégednie a harmadik hellyel. Ez az időszak Mazzola gyengébb játékáról szólt, ugyanis új volt még számára a kétfrontos helytállás, vagyis egyszerre kellett eleget tennie válogatottbeli és a klubcsapata által szabott kötelességeinek.
Leszámítva az első szezonját, ahol még kevés mérkőzésen lépett pályára, ez volt Mazzola legkevésbé sikeres szezonja, mindössze öt góllal.

### Torino

#### Az első bajnoki cím és a második kupagyőzelem
1942 júliusa elején Mazzola egy és negyedmillió líráért a Torino játékosa lett. Ez volt egyébként az első transzfer az olasz labdarúgás történetében, amikor az átigazolás díja elérte az egymillió lírát. A Venezia végül ebből a pénzből fizette ki gyakorlatilag az összes tartozását. A Torino egyébként alaposan bevásárolt ezen a nyáron, ugyanis szerződtette Mazzola korábbi csapattársát, az ekkor a Milanban játszó Ezio Loikot is. Érdekesség, hogy mindkét játékost a városi rivális Juventus is szerette volna megszerezni. Mazzoláért cserébe a Venezia két játékost kapott Raúl Mezzadra és Walter Petron személyében.
A „granata” mezében hivatalosan 1942. szeptember 30-án, az olasz kupa nyolcaddöntőjén, az Anconitana Bianchi ellen játszotta első mérkőzését. Az összecsapás 7:0-s hazai sikerrel végződött, köszönhetően többek között a két Mazzola-gólnak is, aki ezzel rögtön a közönség egyik kedvencévé vált. Október negyedikén, az Ambrosiana-Inter elleni első bajnokin a Mazzola–Loik kettőst tették sokan felelőssé az Inter 1:0-s győzelméért, vagyis a bajnokság Mazzoláék számára igencsak nehézkesen indult. Amikor a Torino a Livornótól is kikapott, ráadásul otthon, a sportmédiák már azt is megkérdőjelezték, hogy Mazzola (és Loik) egyáltalán beleillik-e a Torino játékrendszerébe, fő negatívumként felhozva Mazzoláék helyezkedését. Még akkor is sok kritika zúdult Mazzolára, amikor a Torino hihetetlen győzelmi sorozatba kezdett, többek között az ő hathatós közreműködésének is köszönhetően. Az első bajnoki gólra a harmadik fordulóig, a Juventus 5:2-es kiütéséig kellett várni.
Mazzola a szezon második felére lendült igazán játékba, amikor is bár gólt nem sokat szerzett, ennek ellenére sokszor illették teljesítményét a médiában a kivételes és a lenyűgöző jelzőkkel. Az igazi erődemonstráció ideje a bajnokság legvége volt, ekkor ugyanis az utolsó négy játéknapon háromszor is kapuba talált, többek között Bariban, ahol győztes gólt szerzett, és ennek köszönhette a Torino a bajnoki címet, ami végül mindössze egy ponton múlt a végig szívós ellenfélnek bizonyuló Livornóval szemben.
Tavasszal, amikor folytatódtak a Coppa Italia küzdelmei, Mazzola a kupában talán még a bajnokságnál is jobb teljesítményt nyújtott. A negyeddöntőben egy eredetileg rangadónak induló Torino–Milant rendeztek, azonban a vége sima 5:0 lett, Mazzola két gólt szerzett. Komoly ellenfélnek végül sem a Roma, sem korábbi csapata, a Venezia sem bizonyult, előbbit 2:0-val, utóbbit 4:0-val intézték el, és ezzel Mazzola pályafutása második kupasikerének örülhetett. Ezzel a teljesítményével a Torino lett az első olasz csapat, amely duplázni tudott, vagyis megnyerte a bajnokságot és a kupát is. Mazzola mindkét sorozat összes mérkőzésén pályára lépett, utóbbinak gólkirálya is lett öt találattal.
1943 első felében Mazzola többször is meghívást kapott a haditengerészet válogatottjába, amely ekkor viszonylag komoly sportértéket képviselt, ugyanis a felnőtt válogatott ekkor már jó ideje nem játszott egyetlen összecsapást sem. A szurkolók körében is népszerű gárda szinte összes mérkőzését a római Stadio Olimpicóban játszotta, ezek közül Mazzola valószínűleg ötön szerepelt.

#### A háború alatti szezonok
1943-ban, amikor javában zajlott a második világháború, és a csapat neve Torino FIAT-ra változott, minden jel arra mutatott, hogy az országban semmilyen szervezett bajnokság nem lesz. 1943 novemberében a csapat már néhány hónapja csak barátságos mérkőzéseken és kevés csapat részvételével megrendezett felkészülési tornákon szerepelt. A keret legnagyobb része ekkor hazatért szülővárosa csapatához, és ott játszott, ellentétben Mazzolával, aki – néhány csapattársával egyetemben – Torinóban maradt. Mivel a keret legnagyobb része hiányzott, ezért az említett barátságos összecsapásokon a csapat felállása igencsak esetleges volt. A káoszban az első szervezett bajnokság a „Campionato Alta Italia” elnevezésű, északolasz liga volt, amit a résztvevők elég „szegényesnek” ítéltek meg. Ennek megfelelően jutott tovább a Torino a selejtezőcsoportból, amelyben Liguria és Piemonte régiók csapatai kaptak helyet, 78:19-es, imponáló gólaránnyal. A 78 gólból Mazzola tizennégyet vállalt magára, köztük kétszer hármat-hármat, az elsőt az Asti, a másodikat az Alessandria ellen, előbbi végeredménye 6:1, a másodiké 7:0 lett. A már nagyobb területeket felölelő elődöntőben oda-visszavágós rendszerű csoportköröket rendeztek, ahol a Torino FIAT ellenfelei a Juventus (ekkor Juventus-Cisitalia), az Inter (Ambrosiana-Inter) és a Varese voltak. Itt Mazzola újabb hat gólt jegyzett, köztük két duplát a Juventus és az Inter ellen. Érdekesség, hogy mindkét találkozó végeredménye 3:3 lett. Mazzola Inter elleni második gólján múlt, hogy a Torino tovább tudott jutni, ugyanis a találat előtt a két torinói klub ugyanannyi ponttal és ugyanolyan gólaránnyal állt, míg végül Mazzola találatának köszönhetően a Torino másodikként továbbjutott a csoportból. A hármas döntőben a Torino végül a második helyet szerezte meg, a Vigili del Fuoco La Spezia előtt. A szezon végén, mivel a válogatott még mindig nem játszott, a régiók saját „válogatottakat” alakítottak ki a helyi játékosokból. Mazzola két ilyen meccsen szerepelt, Lombardia és Venezia–Giulia ellen. A kettő közül az elsőn, Lombardia ellen ő szerezte csapata első gólját.
Bár a bajnokság még a következő szezonban sem a Serie A nevet használta, a helyzet a labdarúgás terén a háborús időszakhoz képest többé-kevésbé stabilizálódott, ugyanis már a szezon viszonylag korai szakaszában szervezett bajnokságok indultak. Eleinte a Torino jótékonysági meccseken szerepelt, ahol az ellenfele kétszer is a Juventus volt. Ezt követően szerveztek egy négycsapatos tornát, ahol az ellenfél a Juventus, a Filiale Italia és az Ispettorato del Lavoro voltak. A tornát egyébként nem fejezték be, ugyanis a Torino–Juventus mérkőzést a bíró félbeszakította, kiállítva három játékost, köztük Mazzolát is. A végeredmény 3:1-es Juventus-győzelem lett, de a félbeszakított találkozó után a tornát már nem fejezték be. Hogy formában maradjanak, Mazzola és társai – az előző idényhez hasonlóan – most is részt vettek tiszavirág-életű csapatok mérkőzésein, ugyancsak jótékony célból. A szezon legrangosabb szervezett bajnoksága a Divisione Nazionale volt, amelynek megnyerésében Mazzola kulcsszerepet játszott, sokak szerint pályafutása egyik legjobb teljesítményével. Tizenhat gólt szerzett, köztük öt duplát. Az elsőre a Sampierdarenese ellen került sor, amikor kétszer is mattolni tudta Luigi Carzino kapust, a másodikra egy hónappal később, a Milan elleni 4:0-s győzelem alkalmával. Ekkoriban több helyről kapta meg azt a kritikát, hogy elég önző játékos, aki nem működik együtt a csapat többi tagjával, és ez a kritikusok szerint jó néhány gólban is megmutatkozott. A harmadik és negyedik dupláját március-április folyamán, a Bologna és az Andrea Doria ellen szerezte, előbbit 4:0-ra, utóbbit 5:0-ra győzte le a „granata”. Amikor a bajnokság vége felé a Romát 7:0-ra verte a Torino (Mazzola hat góljával), akkortól kezdtek a Torinóra a „világ legjobb csapata”-ként hivatkozni, a csapatot pedig „Grande Torino”-ként emlegetni.

#### A harmadik scudetto és a gólkirályi cím
Amikor a bajnokság az 1946–47-es szezontól kezdve ismét a Serie A nevet kezdte használni, Mazzola a szezonnak csapatkapitányként vágott neki. Ennek megfelelően ismét elévülhetetlen érdemeket szerzett csapata újabb, immár harmadik bajnoki címében, valamint huszonkilenc találattal ebben a szezonban a gólkirályi trófeát is magáénak tudhatta. Az őszi idényben tizenegy gólt szerzett, hozzá hasonló hatékonysággal a csapatból csak Guglielmo Gabetto bírt, ám ő csak öt találatig jutott ősszel. Két legjobb őszi mérkőzése a november 16-i, Brescia elleni 4:0, valamint a december 29-i, Atalanta elleni 3:0 volt, mindkettőn kétszer sikerült betalálnia.
Tavasszal még az őszi, egyébként szintén klasszis teljesítményét is túlszárnyalta, ugyanis ekkor tizennyolcszor is megrezgette az ellenfelek hálóját. Négy alkalommal szerzett egy meccsen három gólt, több lap a teljesítményét a „spettacolosa”, vagyis a „látványos” jelzővel illette. Egy Vicenza elleni 6:0 alkalmával három perc alatt (29–31. perc) szerzett három gólt, ez azóta is a Serie A történetének leggyorsabb mesterhármasa.
A Torino két legnagyobb erőssége ekkor már egyértelműen ő és Ezio Loik volt, ugyanis ha a két szélső-összekötő játszott, a csapatnak láthatóan jobban ment, míg ha sérülés, eltiltás vagy bármilyen egyéb ok miatt kimaradtak a csapatból, a Torino is rosszabbul szerepelt.
A szezon legsikeresebb hónapja Mazzola számára a június volt, amikor a harmincharmadik fordulóban előbb az Atalanta, majd egy héttel később a Genoa ellen szerzett mesterhármast. A szezon végén az olasz játékosok közül elsők között írt alá reklámszerződést a svájci Obenauch céggel, amely egy fotósorozatot készített róla, valamint néhány kortársáról, többek között a csapattárs Marosóról vagy a Juventusos Paroláról, de a cég fotóin szerepeltek olyan korszakos kerékpáros egyéniségek is, mint Fausto Coppi, Gino Bartali vagy Olimpio Bizzi.

#### Bajnoki cím a rekordok jegyében, a „Mazzola-ügy” és a brazíliai turné
Mazzola az 1947–48-as szezont is ragyogó formában kezdte, az első hét forduló után nyolc találattal ő állt a góllövőlista élén. Október ötödikén az év egyik (Torino-szempontból) legjobb meccsét játszották a Roma ellen. Az összecsapás nem indult jól, a Roma ugyanis 45 perc játék után 1:0-s előnnyel vonulhatott az öltözőbe. Ezt követően a második félidő elején a Torino első osztályú bajnokságokban alighanem példa nélküli tettet vitt véghez: a második játékrész első huszonöt percében hétszer is mattolták a Roma kapusát, ebből Mazzola hármat vállalt. Amikor a harmadik gólja után sérülés miatt le kellett jönnie a pályáról, az egész stadion részéről vastaps kísérte. A sérülések az egész hátralévő naptári évben végigkísérték, emiatt a szokásosnál sokkal gyengébb teljesítménnyel tudott csak kirukkolni, a korabeli sportsajtó szerint sokszor csak „bóklászott” a pályán, mint aki nem találja a helyét. Az ellenfelek védői tudván Mazzola nem tökéletes állapotáról, modern kifejezéssel élve úgymond „utaztak rá”, ezért több meccs végén zúzódásokkal jött le a pályáról.
Részese volt, és egy góllal hozzá is járult a Serie A történetének legnagyobb különbségű győzelméhez, amikor a Torino 10:0-ra verte az Alessandriát. A 34. játéknapon két gólt vállalt az Atalanta 4:0-s legyőzéséből, ezek közül az első igen látványosra sikerült, ugyanis igen kiszorított helyzetből, kis szögből sikerült betalálnia (hasonlóan az 1988-as Eb-hez, ahol Marco van Basten lőtt nullszögből gólt a szovjeteknek).
1948. május 23-án gól nélküli Triestina–Torino mérkőzést rendeztek, ami után Mazzola egy ideig nem mutatkozott együtt a csapattársaival. Sokféle magyarázatot adtak erre, a legegyszerűbbnek az tűnt, hogy egyszerűen csak fáradt, és pihenőt kapott. A legvalószínűbb azonban az volt, hogy a csapattársai nem voltak hajlandóak eltűrni gyakran túlzó megnyilvánulásait a meccseken, illetve a tréningeken. A legvadabb elképzelések szerint még az is előfordulhatott, hogy Mazzola azon sértődött meg, hogy az Olaszország–Anglia válogatott találkozót nem az ő labdájával játszották le. Így született meg a legtöbb helyen „Mazzola-ügy”-ként emlegetett történet.
A botrányt még az is tetézte, hogy Mazzola ez idő tájt gyakran látogatta az Inter edzéseit, miután az elnök több kísérletet is tett arra, hogy Milánóba csábítsa. Mindezt akkor, amikor a Torino már öt fordulóval a zárás előtt elkönyvelhette újabb bajnoki címét, a Lazio elleni 4:3 alkalmával maga Mazzola lőtte a győztes gólt. A Torino az egy meccsen elért rekordgyőzelmen kívül egy újabb rekordot megdöntött, ugyanis a szezon során 125 gólt rúgott, erre sem előtte, sem utána egyetlen más csapat sem volt képes. Ezekből a találatokból Mazzola huszonötöt, vagyis a gólok kereken egyötödét szerezte. Ezzel második lett a góllövőlistán a városi rivális juventusos Giampiero Boniperti mögött.
A bajnokság végeztével a Torinót világ minden tájáról hívták barátságos mérkőzésekre, végül a csapat a brazil sportszövetség ajánlatát fogadta el, és négy találkozót játszott brazil csapatok ellen. Az indulás előtt Mazzola egy interjúban elmondta, hogy távozni szeretne a csapattól, majd elbúcsúzott a Torinótól és annak szurkolóitól, ezt néhány nappal később egy újabb kérdés alkalmával meg is erősítette, valamint azt is megemlítette, hogy ha megegyezik az átigazolásáról a két csapat, az átigazolás díja tízmillió líra lesz.
A brazil túrán már-már csodálattal fogadták az európai labdarúgás egyik legerősebb csapatát, a Torinót. A négy ellenfél a Palmeiras, a Corinthians, a Portoguesa és a São Paulo volt. A túra végén a Torino egy győzelemmel, két döntetlennel és egy vereséggel utazott haza Brazíliából.

#### A végzetes utolsó szezon
Néhány nappal az 1948–1949-es szezonkezdet előtt hat Torino-játékos, köztük Mazzola, nem tudott megegyezni a csapattal, így kihagyták az első, Pro Patria elleni bajnokit. A Torino, az esetleges hosszabb kihagyásból adódó problémákat elkerülendő, több játékost is igazolt, ilyen volt Federico Zanolla, Rubens Fadini és Domenico Gambino.
A vita a pénzen folyt, ugyanis Mazzolának például az Inter elnöke, Carlo Masseroni tízmillió lírát ajánlott fizetségül. Vele egyébként hiába voltak korábban erre utaló dolgok, végül nem sikerült megegyeznie, ugyanis Mazzola többszöri telefonhívására sem volt elérhető. A Torino első embere, Ferruccio Novo, bár egy ideig határozottan ellenezte a fizetésemelési követeléseket, mivel nem lehetett abban biztos, hogy például Mazzolát az Inter nem fogja még keresni, így kénytelen volt ebbe belemenni, annak ellenére, hogy nem akart így különbséget tenni játékosai között. Miután Mazzola is megegyezett az anyagiakat illetően, szeptember huszonharmadikán már vissza is térhetett, ami jól sikerült, ugyanis gólt szerzett az Atalanta ellen, bár csapata végül 3:2-re kikapott. Mazzola elmondása szerint egyébként a meccs előtti éjjel kis híján gondatlanságból a saját életét veszélyeztette, amikor – mivel nem tudott aludni súlyos fejfájása miatt – igen erős fájdalomcsillapítót vett be, ami miatt szívritmuszavara lett.
Október elején újabb „Mazzola-ügy” pattant ki. Kis híján hosszabb eltiltást szerzett magának, amikor egy, a Tuttosportban megjelent cikkre reagált a szerzőnek, egy „sportemberhez méltatlan stílusú” levélben, amit a beérkezés után javítások, kommentár és minden egyéb nélkül eredeti formájában, teljes egészében közreadtak az újságban. Az olasz sportközvélemény két csoportra oszlott, azonban valamivel többen voltak, akik Mazzola mellé álltak, és végül megúszta a büntetést.
A szezon során többször képes volt meglepően gyors gyógyulásokra, akkor is, amikor már mindenki azt hitte, hogy egy soron következő összecsapást biztosan ki fog hagyni. Hasonló szituáció volt, amikor a Juventus elleni derbi és más nagyobb rangadó előtt mindenki azt várta, hogy nem fog játszani, de ezúttal ő maga „rendezte meg” a saját betegségét, elhitetve még a legfelkészültebb újságírókkal is, hogy nem lesz a pályán a hétvégén. Ezen a mérkőzésen egyébként főszereplő volt, ugyanis előbb egy bravúros mentés mutatott be a saját kapuja előtt, amikor az egyébként extrém méretekkel rendelkező kapus Valerio Bacigalupo már verve volt, majd nem sokkal az ellenfél kapusát, Sentimenti IV-et mattolta.

„Csatár voltam, sok gólt szereztem. Akkor is betaláltam. Vagyis csak azt hittem. Miután nagyon jó lövést adtam le, biztos voltam abban, hogy gól lesz, és már emeltem a kezem a gólörömhöz, azonban néhány pillanat múlva ugyanazzal a mozdulattal már a fejem fogtam, ugyanis a semmiből feltűnt Mazzola, és útját állta a lövésemnek. Lehajtott fejjel elindultam visszafelé, és alig tettem meg néhány lépést, amikor hirtelen felnéztem, és nem hittem el, amit látok: Mazzola már a mi kapunk előtt volt, és ott lőtt gólt!”

– Giampiero Boniperti

Hasonlóan jó teljesítményt nyújtott a Calcio Padova ellen, amikor, bár a három gólból csak egy fűződött az ő nevéhez, a másik kettőben is olyan szerepe volt, hogy mondhatni ő egyedül biztosította a Granata győzelmét. A szezon első felét végül nyolc góllal zárta, és a télen olyan csapatoktól is ajánlatot kapott, mint például az argentin Huracán.
1949-ben az első néhány hónapban több kisebb sérülés hátráltatta, ami miatt kevesebb edzésen tudott részt venni, így felszedett jó néhány kilót, azonban így is volt négy egymást követő forduló, amikor fájdalmai ellenére mindegyiken be tudott találni az éppen aktuális ellenfél kapujába.
Utolsó bajnoki gólját a harmincharmadik fordulóban, a Bari ellen szerezte. Az utolsó játéknapon, az Inter ellen betegség miatt nem tudott ott lenni a pályán, így csapata nélküle játszott 0:0-s döntetlent, azonban ez is elég volt a generáció ötödik, utolsó bajnoki címéhez.

### Válogatott
Előbb a második világháború, majd tragikusan korai halála megakadályozta Mazzolát abban, hogy valaha világbajnokságon játsszon. Így mindössze barátságos összecsapások jutottak neki, abból is csak tizenkettő. Első meghívója még a Venezia-korszakra esett, 1942. február 23-án. A tényleges bemutatkozására végül 1942. április ötödikén került sor, Horvátország ellen. Érdekesség, hogy ugyanezen az összecsapáson mutatkozott be a nemzeti csapatban klubtársa, Ezio Loik is. Maga a meccs egyébként nem volt a legemlékezetesebbek közül való, a heves esőzések által feláztatott pálya alkalmatlan volt a színvonalas játékra, így a kilátogató nézők igen gyenge meccset láthattak mind Mazzola, mind az egész csapat részéről. Ennek ellenére az olaszok végül érvényre tudták juttatni a két csapat közti tudásbéli különbséget, és sima, négygólos győzelmet arattak. Két héttel később Olaszország egy újabb 4:0-s győzelmet aratott, ezúttal Spanyolország felett. Mazzola, amellett, hogy a meccs embere lett, megszerezte első gólját a válogatottban.
Második és harmadik válogatottbeli szereplése között több mint három év telt el a háború miatt. Ez egy Svájc ellen elért 4:4 volt Zürichben. 1947-ben négy mérkőzésen kapott lehetőséget, amelyeken mindegyiken viszonylag szürke játékot nyújtott. December 14-én először viselhette a válogatott színeiben a kapitányi karszalagot, miután az akkor már korosodó és ráadásul gyengén is teljesítő addigi csapatkapitányt, Silvio Piolát a szakvezető Vittorio Pozzo nem hívta be többé. 1949. május huszonhetedikei, utolsó válogatott mérkőzése sikerült a legjobbra: legnagyobb részt az ő jó játékának köszönhetően sikerült legyőzniük Spanyolországot, ráadásul annak hazai pályáján, Madridban.
A covercianói futballmúzeumban Mazzola gránátvörös, 10-es számú meze az egyetlen olyan mez, amit nem a válogatottban használtak.

## Halála
Május elsején a Torino gálameccsen vett részt Lisszabonban, amelyet a Benfica nyert 4:3-ra. A mérkőzést Mazzola szervezte, és egy afféle búcsúmeccs volt a portugálok egyik játékosa, Francisco Ferreira tiszteletére. Vele egyébként Mazzola a februári olasz–portugálon barátkozott össze. Maga a találkozó ötlete egyébként a 4:1-es olasz győzelem után, egy étteremben született, és abban egyeztek meg, hogy a bevételt egyfajta elismerésként Ferreira kapja majd.
Mazzola útja egyébként sokáig bizonytalan volt, ugyanis nem volt tökéletes állapotban, és még az utolsó pillanatokban is fennállt annak az esélye, hogy otthon marad, ám végül megtartotta ígéretét, és ő is elutazott Lisszabonba. A visszaúton, május negyedike délutánján a Fiat G.212 típusú repülőgép, fedélzetén a csapattal, a teljes stábbal és több újságíróval, a Superga-bazilika tornyának ütközött, aminek következtében a fedélzeten lévő összes ember szörnyethalt. A tragédia oka a sűrű köd és az ebből következő minimális látótávolság volt. A holttestek azonosításában Vittorio Pozzo segédkezett. A temetést május hatodikán tartották, amin több mint félmillió ember vett részt. Ugyanazon a napon a szövetség, bár még négy forduló hátra volt a bajnokságból, kihirdette a Torino újabb, utolsó győzelmét.

## Pályafutása statisztikái

### Mérkőzések és gólok klubcsapataiban
| Szezon                 | Klub               | Bajnokság          | Bajnokság | Bajnokság | Kupa      | Kupa     | Kupa | Összesen | Összesen |
| Szezon                 | Klub               | Bajnokság          | Mérkőzés  | Gól       | Bajnokság | Mérkőzés | Gól  | Mérkőzés | Gól      |
| ---------------------- | ------------------ | ------------------ | --------- | --------- | --------- | -------- | ---- | -------- | -------- |
| 1936–1937              | Tresoldi           | PD                 | ?         | ?         | –         | –        | –    | ?        | ?        |
| 1937–1938              | Tresoldi           | PD                 | ?         | ?         | –         | –        | –    | ?        | ?        |
| Tresoldi összesen      | Tresoldi összesen  | Tresoldi összesen  | ?         | ?         | –         | –        | –    | ?        | ?        |
| 1938–1939              | Alfa Romeo         | C                  | ?         | 18        | CI        | ?        | ?    | ?        | 18       |
| 1939. nov.–1940. febr. | Venezia Riserve    | CR                 | 2+        | ?         | –         | –        | –    | 2+       | ?        |
| 1940. március–június   | Venezia            | A                  | 6         | 1         | CI        | 1        | 1    | 7        | 2        |
| 1940–1941              | Venezia            | A                  | 27        | 6         | CI        | 6        | 3    | 33       | 9        |
| 1941–1942              | Venezia            | A                  | 28        | 5         | CI        | 4        | 0    | 32       | 5        |
| Venezia összesen       | Venezia összesen   | Venezia összesen   | 61        | 12        |           | 11       | 4    | 72       | 16       |
| 1942–1943              | Torino             | A                  | 30        | 11        | CI        | 5        | 5    | 35       | 16       |
| 1943–1944              | Torino             | CIS                | 25        | 21        | –         | –        | –    | 25       | 21       |
| 1945–1946              | Torino             | CAI + DN           | 35        | 16        | –         | –        | –    | 35       | 16       |
| 1946–1947              | Torino             | A                  | 38        | 29        | –         | –        | –    | 38       | 29       |
| 1947–1948              | Torino             | A                  | 37        | 25        | –         | –        | –    | 37       | 25       |
| 1948–1949              | Torino             | A                  | 30        | 16        | –         | –        | –    | 30       | 16       |
| Torino összesen        | Torino összesen    | Torino összesen    | 195       | 118       |           | 5        | 5    | 200      | 123      |
| Karrierje összesen     | Karrierje összesen | Karrierje összesen | 258+      | 148+      |           | 16       | 9    | 274+     | 157+     |

### Válogatott statisztikái
A korszak miatt, amelyben játszott, egyetlen tétmérkőzésen sem szerepelt. Az 1938-as világbajnokságon még nem szerepelt, az azt követő legközelebbi tornát, az 1950-est pedig már nem érte meg, Európa-bajnokságot pedig csak 1964 óta rendeznek.
|     | Dátum              | Helyszín              | Ellenfél      | Eredmény | Esemény |
| --- | ------------------ | --------------------- | ------------- | -------- | ------- |
| 1.  | 1942. május 5.     | Genova, Olaszország   | Horvátország  | 4:0      |         |
| 2.  | 1942. május 19.    | Milánó, Olaszország   | Spanyolország | 4:0      | Gól     |
| 3.  | 1945. november 11. | Zürich, Svájc         | Svájc         | 4:4      |         |
| 4.  | 1946. december 1.  | Milánó, Olaszország   | Ausztria      | 3:2      | Gól     |
| 5.  | 1947. április 27.  | Firenze, Olaszország  | Svájc         | 5:2      | Gól     |
| 6.  | 1947. május 11.    | Torino, Olaszország   | Magyarország  | 3:2      |         |
| 7.  | 1947. november 9.  | Bécs, Ausztria        | Ausztria      | 1:5      |         |
| 8.  | 1947. december 14. | Bari, Olaszország     | Csehszlovákia | 3:1      |         |
| 9.  | 1948. április 4.   | Párizs, Franciaország | Franciaország | 3:1      |         |
| 10. | 1948. május 16.    | Torino, Olaszország   | Anglia        | 0:4      |         |
| 11. | 1949. február 27.  | Genova, Olaszország   | Portugália    | 4:1      | Gól     |
| 12. | 1949. március 27.  | Madrid, Olaszország   | Spanyolország | 3:1      |         |

## Sikerei, díjai

### Klub
- Bajnokság:
  - Győztes: 1942–43, 1945–46, 1946–47, 1947–48, 1948–49
- Kupa:
  - Győztes: 1940–41, 1942–43

### Egyéni
- A bajnokság gólkirálya: 1946–47, 29 gól
- A Coppa Italia gólkirálya: 1942–43, 5 gól
- Olasz labdarúgó-hírességek csarnoka-tag: 2012

## Fordítás
- Ez a szócikk részben vagy egészben  a   Valentino Mazzola című olasz Wikipédia-szócikk ezen változatának fordításán alapul.  Az eredeti cikk szerkesztőit annak laptörténete sorolja fel. Ez a jelzés csupán a megfogalmazás eredetét és a szerzői jogokat jelzi, nem szolgál a cikkben szereplő információk forrásmegjelöléseként.